# Амелобласты
Амелобласты, адамантобла́сты или ганобласты — специальные клетки зубной пластинки, вырабатывающие эмаль в коронке зуба.

## Структура
Каждый амелобласт представляет собой столбчатую клетку примерно 4 микрометра в диаметре, 40 микрометров в длину и шестиугольную в поперечном сечении. Секреторный конец амелобласта заканчивается шестигранной пирамидальной проекцией, известной как отросток Тома. Угол наклона отростка имеет большое значение в ориентации эмалевых стержней, основной единицы зубной эмали. Дистальные терминальные стержни представляют собой соединительные комплексы, которые отделяют отросток от собственно амелобласта.

## Функция
Амелобласты - это клетки, которые секретируют белки эмалелин и амелогенин, которые впоследствии минерализуются, образуя эмаль, самое твердое вещество в человеческом организме. Амелобласты контролируют ионный и органический состав эмали. 